# Sly & the Family Stone
Sly and the Family Stone byla americká hudební skupina založená v San Franciscu v Kalifornii v roce 1966 a aktivní až do roku 1983. Jejich tvorba, která spojovala prvky funku, soulu, psychedelického rocku, gospelu a R&B, se stala zásadním vlivem na následnou americkou populární hudbu. Jejich hlavní sestavu vedl zpěvák, skladatel, producent a multiinstrumentalista Sly Stone a zahrnovala Stoneovy sourozence Freddieho Stonea (kytara, zpěv) a Rose Stone (klávesy, zpěv), spolu s Cynthií Robinson (trubka, zpěv), Gregem Erricem (bicí), Jerrym Martinim (saxofon) a Larrym Grahamem (baskytara, zpěv). Kapela byla první velkou americkou rockovou skupinou s rasově integrovanou a smíšenou mužsko-ženskou sestavou.
Skupina syntetizovala různé hudební žánry, aby vytvořila průkopnický vznikající zvuk „psychedelického soulu“. Vydali sérii hitů, které se umístily v Top 10 hitparády Billboard Hot 100, jako „Dance to the Music“ (1968), „Everyday People“ (1968), „Hot Fun in the Summertime“ (1969) a „Thank You (Falettinme Be Mice Elf Agin)“ (1969), stejně jako kritikou vysoce oceňovaná alba, například Stand! (1969), které kombinovalo popovou přitažlivost se společenským komentářem. V 70. letech přešli na temnější a méně komerční funkový zvuk na nahrávkách jako There's a Riot Goin' On (1971) a Fresh (1973), které se ukázaly být stejně vlivné jako jejich raná tvorba. Do roku 1975 vedly problémy s drogami a osobní konflikty k rozpadu skupiny, přesto Sly pokračoval v nahrávání a koncertování s novou rotující sestavou pod názvem „Sly and the Family Stone“, dokud ho problémy s drogami v roce 1987 nepřiměly k faktickému odchodu do důchodu.
Tvorba Sly and the Family Stone ovlivnila zvuk následného amerického funku, popu, soulu, R&B a hip hopu. Hudební kritik Joel Selvin napsal: „Existují dva druhy černé hudby: černá hudba před Sly Stonem a černá hudba po Sly Stonovi.“ V roce 2010 se umístili na 43. místě v žebříčku 100 největších umělců všech dob časopisu Rolling Stone a tři jejich alba jsou zahrnuta v nejnovější verzi žebříčku 500 největších alb všech dob téhož časopisu. Kapela byla uvedena do Rock and Roll Hall of Fame v roce 1993.

## Diskografie

### Alba
- 1967: A Whole New Thing
- 1968: Dance to the Music
- 1968: Life
- 1969: Stand!
- 1970: Greatest Hits
- 1971: There’s a Riot Goin’ On
- 1973: Fresh
- 1974: Small Talk
- 1975: High on You
- 1976: Heard You Missed Me, Well I’m Back
- 1979: Back on the Right Track
- 1982: Ain’t But the One Way